# All-Ireland Senior Football Championship 1993
L'All-Ireland Senior Football Championship 1993 fu l'edizione numero 107 del principale torneo di calcio gaelico irlandese. Derry batté in finale Cork ottenendo la prima vittoria della sua storia.

## Semifinali
| Dublino 15 agosto 1993 | Cork | 5-15 – 0-10 | Mayo | Croke Park |

| Dublino 22 agosto 1993 | Derry | 0-15 – 0-14 | Dublino | Croke Park |

### Finale
| Dublino 23 settembre 1993 | Derry | 1-14 – 2-08 | Cork | Croke Park (64500 spett.) |

## Migliori marcatori
| Giocatore       | Contea    | Goal-punti | Totale |
| --------------- | --------- | ---------- | ------ |
| Colin Corkery   | Cork      | 3-26       | 35     |
| Peter Lambert   | Tipperary | 2-17       | 23     |
| Charlie Redmond | Dublin    | 1-20       | 23     |
| John Toner      | Armagh    | 0-23       | 23     |
| Niall Buckley   | Kildare   | 1-17       | 20     |
| Ger Houlihan    | Armagh    | 4-08       | 20     |
| Enda Gormley    | Derry     | 0-19       | 19     |
| Ray McCarron    | Monaghan  | 3-09       | 18     |
| Mick Turley     | Laois     | 1-13       | 16     |
| Peter Brady     | Offaly    | 0-16       | 16     |